# イーゴリ・キプニス
イーゴリ・キプニス（Igor Kipnis, 1930年9月27日 - 2002年1月24日）は、アメリカ合衆国のチェンバロ奏者・フォルテピアノ奏者。
ウクライナ人のバス歌手アレグザンダー・キプニスを父親にベルリンに生まれ、1938年に家族に連れられ渡米する。ユダヤ系ポーランド人の母方の祖父ヘニオット・レヴィ（1879年 - 1946年）にピアノを学ぶ。ウェストポート音楽学校に通い、ハーヴァード大学で文学士号を取得。チェンバロをフェルディナンド・ヴァレンティに学んだ後、1959年にニューヨークで演奏家としてデビューを果たす。1993年にイリノイ・ウェズリアン大学より名誉博士号を授与。
キプニスはコネチカット州レディングに住み、5年にわたって同州フェアフィールド郡楽友協会（the Friends of Music of Fairfield County）の会長兼芸術監督を務め、13年の間、コネチカット古楽祭（the Connecticut Early Music Festival）の共同芸術監督に名を連ねた。
夫人のジュディス・ロウビソンは2001年3月1日に心筋梗塞により他界。同年10月の公開演奏を最後に演奏活動から退き、翌2002年の始めに、キプニス自身も腎臓ガンによりレディングの自宅で永眠した。遺族に、映像プロデューサー兼録音プロデューサーで息子のジェレミー・R.キプニスとその夫人キャロライナがいる。
キプニスは、バッハやスカルラッティ、モーツァルトから、デイヴ・ブルーベックに至る広いレパートリーを持つ鍵盤楽器奏者であり、クラヴィコードの演奏やモダン・ピアノの二重奏も手懸けている。指揮者としてヴィヴァルディの録音も残した。もっぱら北米やヨーロッパ、イスラエルで音楽活動を続け、数々の音楽祭に出演するかたわら、アカデミー室内管弦楽団やシドニー交響楽団、ミュンヘン・フィルハーモニー管弦楽団など、世界の主要なオーケストラや室内楽団、スミソニアン・チェンバー・プレイヤーズなどの古楽器アンサンブルと共演を行なった。
キプニスは即興演奏の名手でもあり、楽譜に反復記号がある場合は必ず反復し、トン・コープマンと同じく、繰り返しの楽節に必ず変奏や装飾を施したことでも知られている。